# Mary Lavater-Sloman
Mary Lavater-Sloman, née le 14 décembre 1891 à Hambourg, et morte le 5 décembre 1980 à Zurich, est une femme de lettres suisse d'expression allemande.

## Biographie
Mary Lavater-Sloman est née le 14 décembre 1891 à Hambourg.